# Градска општина Тлалпан
Тлалпан (шп. Tlalpan) је градска општина града Мексика у Мексику. Општина се налази на надморској висини од 2419 м.

## Становништво
Према подацима из 2010. у општини је живело 650567 становника.

### Хронологија
| Година       | 2000                     | 2005                     | 2010                     |
| ------------ | ------------------------ | ------------------------ | ------------------------ |
| Становништво | 581781 (280083 / 301698) | 607545 (292141 / 315404) | 650567 (312139 / 338428) |

### Попис
| \| \| м \| \| \| ж \| \| 0—2 \| 13.694 \| \| \| 12.958 \| \| 3—5 \| 15.006 \| \| \| 14.547 \| \| 6—11 \| 30.925 \| \| \| 29.784 \| \| 12—14 \| 15.359 \| \| \| 14.776 \| \| 15—17 \| 16.319 \| \| \| 15.992 \| \| 18—24 \| 39.582 \| \| \| 40.307 \| \| 60+ \| 28.893 \| \| \| 37.215 \| \| Просек : \| 31,3 \| \| \| 32,8 \| |        |  |  |        |
| |        |  |  |        |
| | м      |  |  | ж      |
| 0—2 | 13.694 |  |  | 12.958 |
| 3—5 | 15.006 |  |  | 14.547 |
| 6—11 | 30.925 |  |  | 29.784 |
| 12—14 | 15.359 |  |  | 14.776 |
| 15—17 | 16.319 |  |  | 15.992 |
| 18—24 | 39.582 |  |  | 40.307 |
| 60+ | 28.893 |  |  | 37.215 |
| Просек : | 31,3   |  |  | 32,8   |

| #   | Индикатор                                                                                        | Вредност |
| --- | ------------------------------------------------------------------------------------------------ | -------- |
| 1   | Становништво од 0 до 2 године                                                                    | 26652    |
| 2   | Мушко становништво од 0 до 2 године                                                              | 13694    |
| 3   | Женско становништво од 0 до 2 године                                                             | 12958    |
| 4   | Становништво са 3 и више година                                                                  | 606915   |
| 5   | Мушко становништво са 3 и више година                                                            | 289948   |
| 6   | Женско становништво са 3 и више година                                                           | 316967   |
| 7   | Становништво са 5 и више година                                                                  | 587182   |
| 8   | Мушко становништво са 5 и више година                                                            | 279949   |
| 9   | Женско становништво са 5 и више година                                                           | 307233   |
| 10  | Становништво са 12 и више година                                                                 | 516653   |
| 11  | Мушко становништво са 12 и више година                                                           | 244017   |
| 12  | Женско становништво са 12 и више година                                                          | 272636   |
| 13  | Становништво са 15 и више година                                                                 | 486518   |
| 14  | Мушко становништво са 15 и више година                                                           | 228658   |
| 15  | Женско становништво са 15 и више година                                                          | 257860   |
| 16  | Становништво са 18 и више година                                                                 | 454207   |
| 17  | Мушко становништво са 18 и више година                                                           | 212339   |
| 18  | Женско становништво са 18 и више година                                                          | 241868   |
| 19  | Становништво од 3 до 5 година                                                                    | 29553    |
| 20  | Мушко становништво од 3 до 5 година                                                              | 15006    |
| 21  | Женско становништво од 3 до 5 година                                                             | 14547    |
| 22  | Становништво од 6 до 11 година                                                                   | 60709    |
| 23  | Мушко становништво од 6 до 11 година                                                             | 30925    |
| 24  | Женско становништво од 6 до 11 година                                                            | 29784    |
| 25  | Становништво од 8 до 14 година                                                                   | 70739    |
| 26  | Мушко становништво од 8 до 14 година                                                             | 36166    |
| 27  | Женско становништво од 8 до 14 година                                                            | 34573    |
| 28  | Становништво од 12 до 14 година                                                                  | 30135    |
| 29  | Мушко становништво од 12 до 14 година                                                            | 15359    |
| 30  | Женско становништво од 12 до 14 година                                                           | 14776    |
| 31  | Становништво од 15 до 17 година                                                                  | 32311    |
| 32  | Мушко становништво од 15 до 17 година                                                            | 16319    |
| 33  | Женско становништво од 15 до 17 година                                                           | 15992    |
| 34  | Становништво од 18 до 24 године                                                                  | 79889    |
| 35  | Мушко становништво од 18 до 24 године                                                            | 39582    |
| 36  | Женско становништво од 18 до 24 године                                                           | 40307    |
| 37  | Женско становништво од 15 до 49 година                                                           | 184806   |
| 38  | Становништво са 60 и више година                                                                 | 66108    |
| 39  | Мушко становништво са 60 и више година                                                           | 28893    |
| 40  | Женско становништво са 60 и више година                                                          | 37215    |
| 41  | Однос између мушкараца и жена                                                                    | 92.23    |
| 42  | Становништво од нуле до 14 година                                                                | 147049   |
| 43  | Становништво од 15 до 64 године                                                                  | 443199   |
| 44  | Становништво од 65 година и више                                                                 | 43319    |
| 45  | Просечан број деце                                                                               | 1.83     |
| 46  | Становништво рођено у ентитету                                                                   | 497075   |
| 47  | Мушко становништво рођено у ентитету                                                             | 243033   |
| 48  | Женско становништво рођено у ентитету                                                            | 254042   |
| 49  | Становништво рођено у другом ентитету                                                            | 129974   |
| 50  | Мушко становништво рођено у другом ентитету                                                      | 57560    |
| 51  | Женско становништво рођено у другом ентитету                                                     | 72414    |
| 52  | Становништво од 5 година и више резидентно у ентитету у јуну 2005. године                        | 563358   |
| 53  | Мушко становништво старосног доба од 5 година и више, резидентно у ентитету у јуну 2005. године  | 268496   |
| 54  | Женско становништво старосног доба од 5 и више година, резидентно у ентитету у јуну 2005. године | 294862   |
| 55  | Становништво од 5 година и више које је живело у другом ентитету у јуну 2005. године             | 17258    |
| 56  | Мушко становништво старије од 5 година које је живело у другом ентитету у јуну 2005. године      | 8107     |
| 57  | Женско становништво старије од 5 година које је живело у другом ентитету у јуну 2005. године     | 9151     |
| 58  | Становништво од 3 године и више које говори аутохтони језик                                      | 10341    |
| 59  | Мушко становништво старо 3 године и више које говори аутохтони језик                             | 4727     |
| 60  | Женско становништво старо 3 године и више које говори аутохтони језик                            | 5614     |
| 61  | Становништво од 3 године и више које говори аутохтони језик и не говори шпански језик            | 54       |
| 62  | Мушко становништво старо 3 године и више које говори аутохтони језик и не говори шпански         | 11       |
| 63  | Женско становништво старо 3 године и више које говори аутохтони језик и не говори шпански језик  | 43       |
| 64  | Становништво старо 3 године и више које говори аутохтони језик и шпански                         | 8711     |
| 65  | Мушко становништво старо 3 године и више које говори аутохтони језик и шпански                   | 3993     |
| 66  | Женско становништво старо 3 године и више које говори аутохтони језик и шпански                  | 4718     |
| 67  | Становништво од 5 година и више које говори аутохтони језик                                      | 10290    |
| 68  | Становништво од 5 година и више које говори аутохтони језик и не говори шпански језик            | 51       |
| 69  | Становништво од 5 година и више које говори аутохтони језик и говори шпански језик               | 8680     |
| 70  | Становништво у домородачким домаћинствима                                                        | 23382    |
| 71  | Становништво са ограничењима у активностима                                                      | 25862    |
| 72  | Становништво са ограниченим ходањем или кретањем, горе или доле                                  | 14740    |
| 73  | Становници са ограничењима вида, чак и уз кориштење сочива                                       | 6795     |
| 74  | Становништво са ограничењима говора, комуникације или конверзације                               | 1990     |
| 75  | Становништво са ограниченим слухом                                                               | 2891     |
| 76  | Становништво са ограничењима при одевању, купању или јелу                                        | 1603     |
| 77  | Становништво са ограничењима у опажању или учењу једноставних ствари                             | 1443     |
| 78  | Становништво са менталним ограничењима                                                           | 2921     |
| 79  | Становништво без ограничења активности                                                           | 602564   |
| 80  | Становништво од 3 до 5 година које не похађа школу                                               | 10046    |
| 81  | Мушко становништво од 3 до 5 година које не похађа школу                                         | 5085     |
| 82  | Женско становништво од 3 до 5 година које не похађа школу                                        | 4961     |
| 83  | Становништво од 6 до 11 година које не похађа школу                                              | 1256     |
| 84  | Мушко становништво од 6 до 11 година које не похађа школу                                        | 638      |
| 85  | Женско становништво од 6 до 11 година које не похађа школу                                       | 618      |
| 86  | Становништво од 12 до 14 година које не похађа школу                                             | 1355     |
| 87  | Мушко становништво од 12 до 14 година које не похађа школу                                       | 786      |
| 88  | Женско становништво од 12 до 14 година које не похађа школу                                      | 569      |
| 89  | Становништво од 15 до 17 година похађа школу                                                     | 24906    |
| 90  | Мушко становништво од 15 до 17 година похађа школу                                               | 12463    |
| 91  | Женско становништво између 15 и 17 година живота у школи                                         | 12443    |
| 92  | Становништво од 18 до 24 године похађа школу                                                     | 35224    |
| 93  | Мушко становништво од 18 до 24 године похађа школу                                               | 17960    |
| 94  | Женско становништво од 18 до 24 године похађа школу                                              | 17264    |
| 95  | Становништво од 8 до 14 година које не може да чита и пише                                       | 889      |
| 96  | Мушко становништво старосног доба од 8 до 14 година које не може да чита и пише                  | 514      |
| 97  | Женско становништво старосног доби од 8 до 14 година које не може да чита и пише                 | 375      |
| 98  | Становништво од 15 година и више које је неписмено                                               | 10851    |
| 99  | Мушко становништво од 15 година и више које је неписмено                                         | 3356     |
| 100 | Женско становништво од 15 година и више које је неписмено                                        | 7495     |
| 101 | Становништво старо 15 и више година без школовања                                                | 17390    |
| 102 | Мушко становништво старо 15 и више година без школовања                                          | 6393     |
| 103 | Женско становништво старо 15 и више година без школовања                                         | 10997    |
| 104 | Становништво старосног доба 15 и више година са непотпуним основним образовањем                  | 28630    |
| 105 | Мушко становништво старосног доба од 15 година и више са непотпуном основним образовањем         | 11549    |
| 106 | Женско становништво старосног доба 15 и више година са непотпуном основним образовањем           | 17081    |
| 107 | Становништво старо 15 и више година са комплетним основним образовањем                           | 54886    |
| 108 | Мушко становништво старо 15 година и више са комплетним основним образовањем                     | 24276    |
| 109 | Женско становништво старо 15 и више година са комплетним основним образовањем                    | 30610    |
| 110 | Становништво старосног доба 15 и више година са непотпуним средњим образовањем                   | 21996    |
| 111 | Мушко становништво старосног доба од 15 година и више са непотпуним средњим образовањем          | 12255    |
| 112 | Женско становништво старосног доба од 15 година и више са непотпуним средњим образовањем         | 9741     |
| 113 | Становништво старо 15 и више година са пуним секундарном образовањем                             | 94140    |
| 114 | Мушко становништво старосног доба од 15 година и више са пуним секундарном образовањем           | 46020    |
| 115 | Женско становништво старосног доба од 15 година и више са пуним секундарном образовањем          | 48120    |
| 116 | Становништво старије од 18 година са постосновним образовањем                                    | 251510   |
| 117 | Мушко становништво старије од 18 година са постосновним образовањем                              | 120833   |
| 118 | Женско становништво старије од 18 година са постосновним образовањем                             | 130677   |
| 119 | Просечна оцена школовања                                                                         | 10.7     |
| 120 | Просечан ниво образовања мушке популације                                                        | 10.95    |
| 121 | Просечан ниво образовања женског становништва                                                    | 10.48    |
| 122 | Економски активно становништво                                                                   | 294694   |
| 123 | Економски активна мушка популација                                                               | 174340   |
| 124 | Економски активна женска популација                                                              | 120354   |
| 125 | Становништво које није економски активно                                                         | 219096   |
| 126 | Мушко становништво које није економски активно                                                   | 68226    |
| 127 | Женско становништво које није економски активно                                                  | 150870   |
| 128 | Запослено становништво                                                                           | 280788   |
| 129 | Запослено мушко становништво                                                                     | 164835   |
| 130 | Запослено женско становништво                                                                    | 115953   |
| 131 | Незапослена популација                                                                           | 13906    |
| 132 | Незапослена мушка популација                                                                     | 9505     |
| 133 | Незапослена женска популација                                                                    | 4401     |
| 134 | Становништво без права на здравствене услуге                                                     | 263754   |
| 135 | Становништво које има право на здравствене услуге                                                | 367618   |
| 136 | Становништво које има право на ИМСС                                                              | 189243   |
| 137 | Становништво које има право на социјално осигурање                                               | 87661    |
| 138 | Становништво које има право на државно социјално осигурање                                       | 628      |
| 139 | Становништво које има право на опште осигурање или здравствено осигурање за нову генерацију      | 39387    |
| 140 | Становништво које је било једном или није било у браку током 12 година и више                    | 190836   |
| 141 | Венчано или уједињено становништво од 12 година и више                                           | 267901   |
| 142 | Становништво које је било у браку или уједињено 12 година и више                                 | 56428    |
| 143 | Становништво са католичком религијом                                                             | 532013   |
| 144 | Протестанти, еванђелисти и библијски следбеници различити од еванђелиста                         | 44168    |
| 145 | Становништво са другим религијама различитим од претходних                                       | 1790     |
| 146 | Становништво без религије                                                                        | 40737    |
| 147 | Укупно пописаних домаћинства                                                                     | 170428   |
| 148 | Пописна домаћинства на челу са мушкарцима                                                        | 121201   |
| 149 | Пописна домаћинства на челу са женама                                                            | 49227    |
| 150 | Становништво у пописним домаћинствима                                                            | 630050   |
| 151 | Становништво у пописним домаћинствима на челу са мушкарцима                                      | 473786   |
| 152 | Становништво у пописним домаћинствима на челу са женама                                          | 156264   |
| 153 | Укупно домаћинстава                                                                              | 194327   |
| 154 | Укупно насељених домаћинстава                                                                    | 176086   |
| 155 | Укупно приватних кућа                                                                            | 188669   |
| 156 | Насељени приватни домови                                                                         | 170428   |
| 157 | Укупно насељених приватних кућа                                                                  | 175983   |
| 158 | Ненасељене приватне куће                                                                         | 12471    |
| 159 | Појединачна домаћинства за привремену употребу                                                   | 5770     |
| 160 | Становници у насељеним приватним кућама                                                          | 630050   |
| 161 | Насељеност станара у приватним становима                                                         | 3.7      |
| 162 | Просечно становника по соби у приватним насељеним домаћинствима                                  | 0.87     |
| 163 | Појединачна домаћинства са подовима од различитих материјала од земље                            | 166686   |
| 164 | Појединачна домаћинства у приземљу                                                               | 2343     |
| 165 | Појединачна домаћинства са једном спаваћом собом                                                 | 52808    |
| 166 | Појединачна домаћинства са две спаваће собе и више                                               | 116857   |
| 167 | Појединачна домаћинства са једним собом                                                          | 12807    |
| 168 | Појединачна домаћинства са две собе                                                              | 22266    |
| 169 | Појединачна домаћинства са 3 собе и више                                                         | 134275   |
| 170 | Појединачна домаћинства која имају електрично светло                                             | 169436   |
| 171 | Појединачна домаћинства која немају електрично светло                                            | 429      |
| 172 | Појединачна домаћинства која имају водоводну воду у стамбеном простору                           | 147575   |
| 173 | Појединачна домаћинства која немају водоводну воду у стамбеном простору                          | 21662    |
| 174 | Појединачна домаћинства која имају тоалет                                                        | 168458   |
| 175 | Појединачна домаћинства која имају канализацију                                                  | 167843   |
| 176 | Појединачна домаћинства која немају канализацију                                                 | 1289     |
| 177 | Појединачна домаћинства која имају електрично светло, довод воде из јавне мреже и канализацију   | 146576   |
| 178 | Појединачна домаћинства без икаквих услова                                                       | 530      |
| 179 | Појединачна домаћинства која имају радио                                                         | 157907   |
| 180 | Појединачна домаћинства која имају телевизор                                                     | 166650   |
| 181 | Појединачна домаћинства која имају фрижидер                                                      | 151946   |
| 182 | Појединачна домаћинства која имају машину за веш                                                 | 134395   |
| 183 | Појединачна домаћинства која имају аутомобил или комби                                           | 93122    |
| 184 | Појединачна домаћинства која имају рачунар                                                       | 88557    |
| 185 | Појединачна домаћинства која имају фиксну телефонску линију                                      | 123934   |
| 186 | Појединачна домаћинства која имају мобилни телефон                                               | 134403   |
| 187 | Појединачна домаћинства која имају приступ интернету                                             | 73190    |